# Giedrė Šlekytė
Giedrė Šlekytė (* 1989 in Vilnius) ist eine litauische Dirigentin.

## Leben

### Ausbildung
Šlekytė wurde als Tochter eines Mathematikers und einer Zahnmedizinerin geboren. Zusammen mit ihrer Schwester sang sie in einem Kinderchor, die Chorleiterin empfahl ihr eine musische Schule. Ihr Berufswunsch änderte sich im Laufe der Zeit von Sängerin, Tänzerin und Journalistin zur Dirigentin. Nach einer Musikausbildung an der Nationalen Mikalojus-Konstantinas-Čiurlionis-Kunstschule in der litauischen Hauptstadt Vilnius studierte sie an der Universität für Musik und darstellende Kunst Graz bei Johannes Prinz und Martin Sieghart sowie an der Hochschule für Musik und Theater „Felix Mendelssohn Bartholdy“ Leipzig bei Ulrich Windfuhr und Matthias Foremny Dirigieren. Im Rahmen des Erasmus-Programmes verbrachte sie ein Semester an der Zürcher Hochschule der Künste bei Johannes Schlaefli. Meisterkurse besuchte sie unter anderem bei Riccardo Muti, Bernard Haitink, Colin Metters und Mario Venzago.
2013 erhielt sie beim Internationalen Dirigierwettbewerb Solon Michaelides in Zypern den 2. Preis, wobei der 1. Preis nicht vergeben wurde. 2015 wurde sie bei den Salzburger Festspielen neben Lorenzo Viotti und Jiri Rozen für den Young Conductor Award nominiert und war Preisträgerin des Internationalen Malko-Dirigentenwettbewerbs.

### Dirigate
In den Saisonen 2016/17 und 2017/18 war sie Erste Kapellmeisterin am Stadttheater Klagenfurt, wo sie die musikalische Leitung bei Produktionen wie Die Entführung aus dem Serail, Land des Lächelns, Maria Stuarda, Die Zauberflöte, Don Giovanni, La traviata sowie Schwanensee hatte. Im Sommer 2018 leitete sie bei den Salzburger Festspielen Aufführungen der Zauberflöte für Kinder.
In der Spielzeit 2018/19 debütierte Šlekytė mit dem hr-Sinfonieorchester sowie der Sächsischen Staatskapelle Dresden und dirigierte in der Semperoper ein Konzert mit Werken von Georges Bizet, Jukka Linkola und Mozart. Außerdem leitete sie die von Barrie Kosky neu inszenierte Oper Die Gezeichneten von Franz Schreker am Opernhaus Zürich, an der Oper Leipzig dirigierte sie das Gewandhausorchester in Aufführungen von Schwanensee und Hänsel und Gretel, am Theater Basel leitete sie die Zauberflöte und am Staatstheater Mainz Perelà, uomo di fumo von Pascal Dusapin.
Weitere Engagements hatte sie unter anderem mit dem Orchestre de Chambre de Lausanne, der Philharmonie Brünn, den Göteborger Symphonikern, dem Philharmonischen Orchester von Luxemburg, dem Kungliga Filharmoniska Orkestern und dem Norrköping Symphony Orchestra.
Im März 2021 wurde bekannt, dass sie ab der Spielzeit 2021/22 Bruno Weil als Erste Gastdirigentin des Bruckner Orchester Linz nachfolgen soll. Im Juli 2021 debütierte sie an der Oper Frankfurt mit Dialogues des Carmélites von Francis Poulenc. An der Komischen Oper Berlin leitete sie Ende 2021 Káťa Kabanová von Leoš Janáček. Mit den Münchner Philharmonikern debütierte sie im Januar 2022 mit der Uraufführung von Diary of a Madman (Aufzeichnungen eines Wahnsinnigen), Konzert für Violoncello und Orchester, von Lera Auerbach. Im November 2023 leitete sie die Staatskapelle Berlin im Pierre Boulez Saal mit Werken von Raminta Šerkšnytė, Felix Mendelssohn Bartholdy und Antonín Dvořák. Für den erkrankten Daniel Barenboim übernahm sie ebenfalls im November 2023 das Dirigat bei einer Tournee der Staatskapelle Berlin nach Kanada.

## Auszeichnungen und Nominierungen
- 2013: 2. Preis beim Internationalen Dirigierwettbewerb Solon Michaelides in Zypern[2]
- 2015: Nominierung für den Salzburg Festival Young Conductors Award[2][1]
- 2015: Preisträgerin des Internationalen Malko-Dirigentenwettbewerbs.[2]
- 2018: International Opera Awards – Nominierung in der Kategorie Newcomer[16]

## Aufnahmen (Auswahl)
- 2019: Works by Raminta Šerkšnytė, Litauisches Nationales Symphonieorchester unter Giedrė Šlekytė und Kremerata Baltica unter Mirga Gražinytė-Tyla, Deutsche Grammophon[17][18]